# Thierry Rupert
Thierry Didier Rupert (* 23. Mai 1977 in Gonesse; † 10. Februar 2013 in Le Mans) war ein französischer Basketballspieler.

## Werdegang
Nachdem Rupert für den Zweitligisten Poissy-Chatou gespielt hatte, gab er 1997 bei Olympique d’Antibes seinen Einstand in der höchsten Spielklasse Frankreichs, Ligue Nationale de Basket (LNB). Er spielte bis 2011 durchgehend in der LNB. Mit Limoges gewann er in der Saison 1999/2000 unter Trainer Duško Ivanović drei Wettbewerbe: Die französische Meisterschaft, den französischen Pokal sowie den Europapokal Korać-Cup. Die höchsten Einsatzzeiten (29 Minuten/Spiel) und die beste Punktausbeute (11,8 Punkte/Spiel) seiner Zeit in der französischen Liga erreichte Rupert in der Saison 2002/03 als Spieler von Boulogne-Levallois. 2007 wurde er mit Pau-Lacq-Orthez französischer Pokalsieger. Nachdem er die Saison 2011/12 beim Zweitligisten Rouen begonnen hatte, wechselte Rupert im Dezember 2011 in die höchste Spielklasse zurück, indem er sich Jeanne d’Arc Dijon Basket anschloss.
Sein erstes A-Länderspiel für Frankreich bestritt Rupert im Januar 2001 in Braunschweig gegen Deutschland. Bis September 2004 wurde er in 35 Länderspielen eingesetzt, in denen er insgesamt 134 Punkte verbuchte. 2003 nahm er mit der Auswahl seines Landes an der Europameisterschaft teil.
Rupert erlitt im Juli 2012 einen Herzanfall und fiel ins Koma. Er starb im Februar 2013. 2022 schuf der Verein Poissy Basket Association ein Saisonvorbereitungsturnier in Angedenken an Thierry Rupert.

### Familie
Ruperts Ehefrau Elham war Basketballspielerin. Die beiden gemeinsamen Kinder Iliana Rupert und Rayan Rupert schlugen ebenfalls Karrieren im Leistungsbasketball ein.